# Reisemotorrad
Ein Reisemotorrad ist ein Motorrad, das für längere Reisen, insbesondere für die Autobahn ausgelegt ist. Es unterscheidet sich vom Chopper, Supersportler und auch klassischer Enduro, hinsichtlich des Radstands und des Nachlaufs. Heutige Reisemotorräder sind überwiegend Reiseenduros und teil- oder vollverkleidet und/oder haben eine Windschutz-Scheibe, um den Fahrer vor Fahrtwind zu schützen. Sie weisen ein System an Halterungen für Koffer oder Satteltaschen auf, das es erlaubt, auch Reisebedarf und Kleidung mitzunehmen.

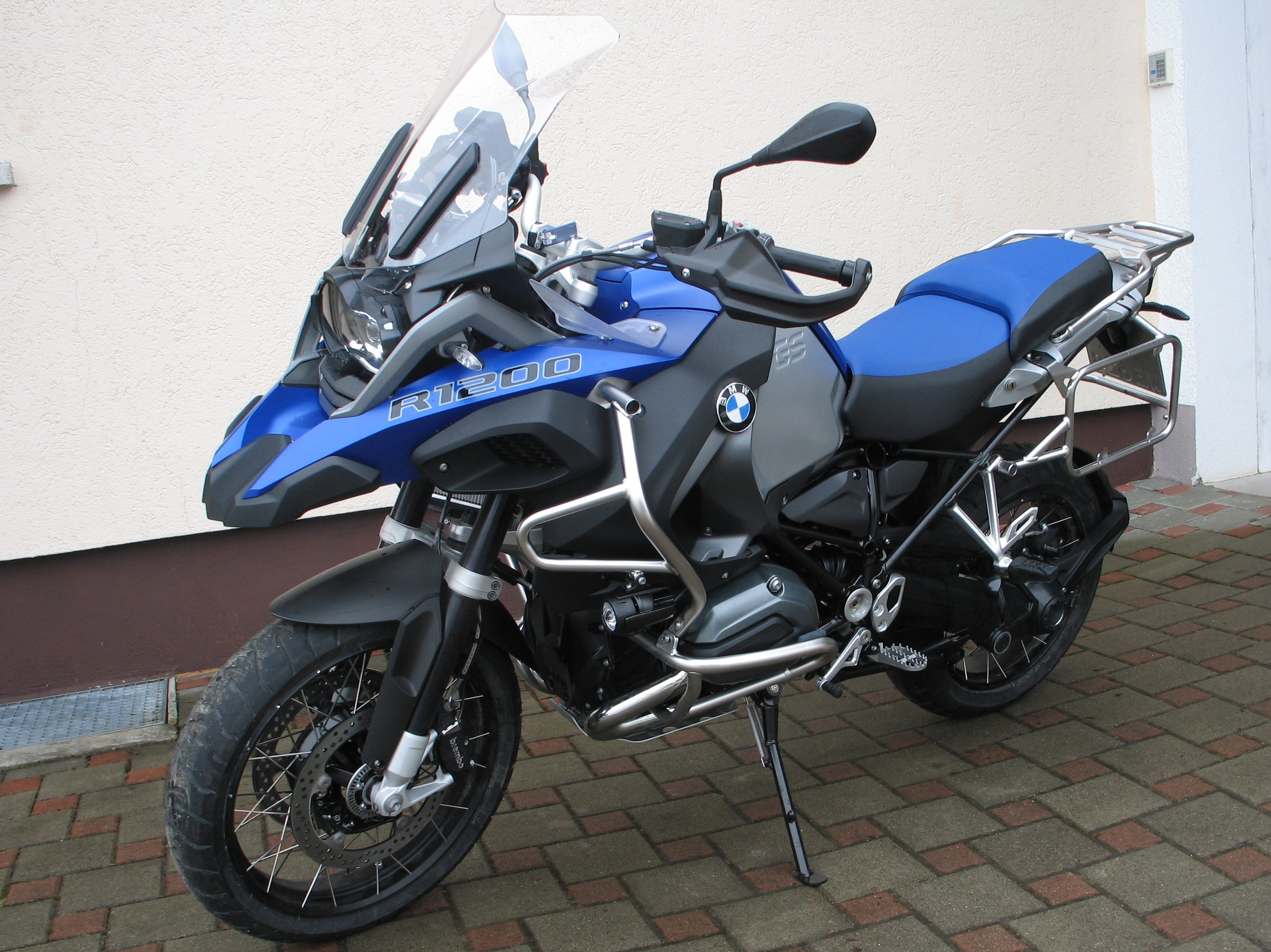
Die BMW R 1200 GS Adventure – die Nachfolgerin und Fernreiseversion des meistverkauften Reisemotorrades

Laut der Fachzeitschrift Motorrad gehören zu den Anforderungen für ein Reisemotorrad „ein langlebiger, zuverlässiger Motor, reichlich Zuladung (um die 200 Kilogramm), um zwei Personen samt Gepäck unterbringen zu können, ausreichende Reichweite, damit nicht alle 150 Kilometer ein Tankstopp fällig wird, und eine für Fahrer und Mitfahrer auch auf Dauer komfortable Unterbringung.“ Das erfolgreichste Reisemotorrad ist die BMW R 1200 GS K25, die mit diversen Vorgängermodellen von 1980 bis 2013 insgesamt 350.000 Mal verkauft wurde.